# Раш, Линдон
Линдон Раш (англ. Lyndon Rush, 24 ноября 1980, Гумбольдт, Саскачеван) — канадский бобслеист, пилот, выступает за сборную Канады с 2005 года. Призёр чемпионатов мира и Олимпийских игр.

## Биография
Линдон Раш родился 24 ноября 1980 года в Гумбольдте, провинция Саскачеван; с юных лет полюбил спорт, играл в команде по канадскому футболу в университете Саскачевана. В 2004 году получил предложение попробовать себя в бобслее от федерации бобслея Канады. Начал тренироваться как потенциальный разгоняющий. Во время тренировок потянул подколенное сухожилие, которое внесло изменение в планы — Линдон решил стать пилотом боба.
В 2005 году стал членом национальной команды Канады. Первое время ему было трудно конкурировать с другими пилотами-соотечественниками, поэтому вплоть до 2006 года из всех международных турниров Раш выступал на кубке США, на кубке Европы и изредка получал практику на чемпионатах мира.
Первый серьёзный результат показал в 2008 году на чемпионате мира в немецком Альтенберге, когда в составе смешанной команды завоевал серебряную медаль. Сезон 2009/10 провёл не менее успешно, выиграв со своей четвёркой этап Кубка мира в Парк-Сити, в то время как на этапе в итальянской Чезане их экипаж пришёл к финишу третьим. С экипажем из двух человек наибольшего успеха добился на этапе в Санкт-Морице, Раш и его напарник Лассель Браун заняли первое место, опередив боб самого Андре Ланге.
На волне успеха в 2010 году поехал соревноваться на Олимпийские игры в Ванкувере, где взял бронзу в состязаниях четвёрок, став первым канадским олимпийским медалистом за последние 40 лет. В программе экипажей из двух человек их с Брауном боб перевернулся уже на втором заезде, из-за чего спортсменам пришлось оставить надежду выйти из борьбы победителями: «Я совершил ошибку, которой не должно было быть. До сих пор чувствую себя отвратительно из-за этого». После Олимпиады канадец открыто заявил о завершении карьеры профессионального спортсмена, однако впоследствии решил продолжить выступления. В 2011 году на чемпионате мира в Кёнигсзее взял бронзу в зачёте смешанных команд, год спустя на мировом первенстве в Санкт-Морице повторил это достижение, пополнив медальную коллекцию ещё одной бронзой.
В 2014 году Раш побывал на Олимпийских играх в Сочи, где занял девятое место в обеих мужских бобслейных дисциплинах — в двойках и четвёрках.
Раш — очень религиозный и семейный человек. Женат, имеет двух детей. Ныне проживает в городке Сильван-Лейк (Альберта), где работает агентом по недвижимости.